# Rodrigo Peñailillo
Rodrigo Julián Peñailillo Briceño (Concepción, 12 de diciembre de 1973) es un ingeniero comercial y político chileno, exmilitante del Partido por la Democracia (PPD). Fue ministro del Interior durante el segundo gobierno de Michelle Bachelet entre 2014 y 2015. 
Entre 2002 y 2005 fue gobernador de la Provincia de Arauco, cargo que dejó para sumarse a la campaña presidencial de Bachelet. Tras su victoria, Peñailillo asumió como jefe de gabinete en el Palacio de La Moneda. Durante la segunda campaña presidencial de Bachelet, Peñailillo fue uno de sus asesores más cercanos.

## Biografía
Es el hijo menor nacido del matrimonio conformado por Rosa Briceño y Hernán Peñailillo, propietario de una parcela agrícola en Cabrero, provincia del Biobío. Sus tres hermanos son Hernán, Rosa y Marcelo. En 1982, tras la muerte de su padre, la familia emigró a Santiago donde su madre trabajó como vendedora de seguros. Al año siguiente, la familia decidió regresar al sur, estableciéndose en Coronel, donde vivía la hermana de Rosa, Ruth Briceño.
Peñailillo realizó sus estudios secundarios en el Liceo de Coronel "Antonio Salamanca", de propiedad municipal. Allí, comenzó a interesarse en política y en 1989 ingresó a las filas de la Juventud PPD, mismo año en que se realizó la primera elección presidencial que dio fin a la dictadura militar.
Egresó en 1990 de la secundaria, y al año siguiente ingresó a la Universidad del Biobío en la carrera de ingeniería civil industrial. En 1992 se cambió a la carrera de ingeniería comercial en la misma casa de estudios, carrera de la cual egresó en 1997.

## Carrera política

### Dirigente universitario
En 1993 inició su trayectoria política universitaria, logrando ser parte del centro de estudiantes de su carrera y a fines de 1995 fue elegido presidente de la Federación de Estudiantes de la Universidad del Biobío, sede Concepción, cargo en el que se mantuvo por dos periodos consecutivos. En su casa de estudios, Peñailillo organizó un paro universitario y dirigió una de las primeras manifestaciones estudiantiles masivas desde el retorno a la democracia. Como líder estudiantil, cultivó un estilo aguerrido y frontal, pero también recibió cuestionamientos por su cercanía política al gobierno, en ese entonces de la Concertación.
En esa calidad, fue el representante de todas las universidades tradicionales del sur del país en la mesa de la Confederación de Estudiantes de Chile (Confech). Ahí participó activamente, durante 1997, en la discusión del proyecto de la ley marco de la educación superior. Dicha discusión generó importantes movilizaciones universitarias en contra de la propuesta del gobierno. Peñailillo llegó a un acuerdo con el gobierno, pero este fue desconocido por Rodrigo Roco, presidente de la Federación de Estudiantes de la Universidad de Chile, lo que lleva a un quiebre de la Confech. Dieciséis años después, Peñailillo y Roco fueron parte de la misma coalición política y cumplieron labores bajo el mismo gobierno.

### Cargos en los gobiernos de la Concertación
Considerada una de las promesas del Partido por la Democracia, Peñailillo decidió trasladarse a Santiago en busca de nuevas oportunidades. En 1998 realizó su práctica profesional en la Corporación de Fomento de la Producción y posteriormente trabajó en la Fundación Chile 21, uno de los think tank liderado por Ricardo Lagos.

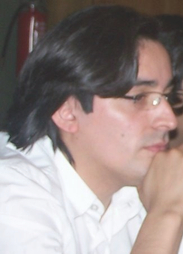
Peñailillo como jefe de gabinete de Bachelet, en 2007.

Cuando Lagos lanzó su campaña presidencial en 1999, Peñailillo participó activamente en terreno bajo las órdenes del jefe territorial de la campaña, Francisco Vidal. Tras la victoria de Lagos, Peñailillo se integró al equipo de la Subsecretaría de Desarrollo Regional y Administrativo (Subdere), encabezada por Vidal. A nivel partidario, en tanto, presentó una lista para las elecciones internas de la Juventud PPD junto a Harold Correa, resultando electo como presidente nacional de esta en 2000.
El 28 de diciembre de 2001, el presidente Ricardo Lagos Escobar lo nombró gobernador de la Provincia de Arauco, siendo en ese momento el más joven en asumir un cargo de esas características, con 27 años. En dicho cargo, fue uno de los responsables del gobierno chileno en el Conflicto mapuche. Durante su mandato logró relacionarse con dirigentes mapuches e implementó el Área de Desarrollo Indígena (ADI), recibiendo buenas críticas de parte de los alcaldes de la provincia. Sin embargo, también enfrentó diversas manifestaciones, presentando once querellas por tomas de fundo, quema de camiones y otras agitaciones ocurridas en la zona. De estas querellas, una de ellas se realizó invocando la Ley Antiterrorista y en otra la Ley de Seguridad del Estado.
Peñailillo dejó su cargo el 3 de enero de 2005 para integrarse a la campaña de Michelle Bachelet. Tras la victoria de ésta, Peñailillo se convirtió en el jefe de gabinete de su primer gobierno (2006-2010), dedicado a coordinar la agenda de la mandataria, las salidas a terreno de ella y las declaraciones de prensa.
En 2010, una vez finalizado el gobierno de Bachelet, Peñailillo se radicó en España, donde cursó un máster en Análisis Político en la Universidad Complutense de Madrid.

### Asesor y ministro del Interior de Bachelet
En 2011 regresa al país, ingresando ad honorem a la Fundación Dialoga, creada por Michelle Bachelet, donde se encargó de la firma de convenios internacionales. Paralelamente, realizó asesorías a las empresas Harold’s & Johns Business & Law Limitada, propiedad de Álex Matute y Harold Correa, y Asesorías y Negocios Spa, empresa de Giorgio Martelli.

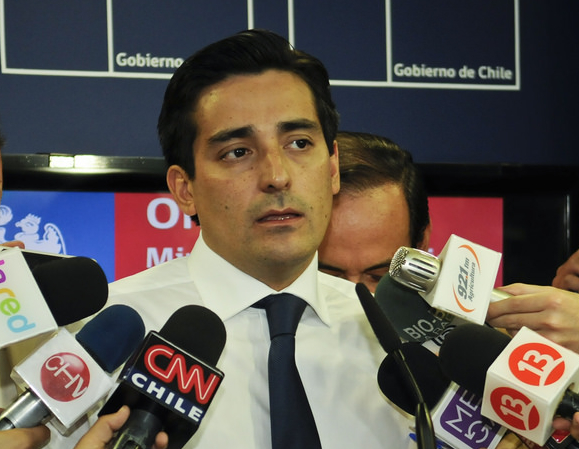
Peñailillo como ministro del Interior en abril de 2014.

En 2013 se integró como secretario ejecutivo al equipo de campaña de Bachelet con miras a la elección presidencial de ese año. El 24 de enero de 2014 la presidenta electa Michelle Bachelet anunció que Peñailillo sería el ministro del Interior de su futuro gobierno, y asumió el cargo el 11 de marzo de 2014.
En abril de 2015 se conoció que el ministro Peñailillo entregó cuatro boletas de honorarios en 2012 por un monto de CLP 4 millones a la empresa Asesorías y Negocios Spa, vinculada al «caso SQM», por el que se investigan pagos realizados por esa empresa a políticos por trabajos no realizados que tenían el fin de financiar campañas electorales. Peñailillo mostró a la prensa a inicios de mayo tres documentos que serían supuestos informes por los que habría recibido dichos pagos; sin embargo, fue nuevamente cuestionado porque dichos documentos contenían plagios de otros trabajos. Peñailillo negó estas acusaciones en reiteradas oportunidades.  En agosto de 2021 y debido a la inexistencia de una querella por parte del SII, la fiscalía decide no perseverar en la investigación que existía en su contra.
Dichas polémicas sellaron la salida de Peñailillo del ministerio, siendo reemplazado por Jorge Burgos en el cambio de gabinete del 11 de mayo de 2015.
Guardando un bajo perfil público, entre septiembre de 2015 y noviembre de 2016 se mantuvo trabajando en Flacso. Se trataba de la realización de una investigación titulada «Descentralización: Impactos y desafíos en la competitividad nacional y regional».
Posteriormente se radicó en Estados Unidos desde el 14 de marzo de 2017 hasta 2021, cursando un postgrado en políticas públicas en la American University.

### Candidatura alSenado(2021)
El 5 de julio de 2021, en una entrevista al Diario Concepción confirmó su interés por ser candidato a Senador en representación de la Región del Bío-Bío. Días después participa del programa Mentiras verdaderas de La Red donde aseguró que en Chile ha habido violaciones sistemáticas a los derechos humanos y reiteró su interés de regresar a la política activa como parlamentario.
A fines del mismo mes, trascendió en medios de comunicación que el Regional Bío-Bío del PPD (su ex tienda política) y/o el Partido Progresista respaldarían su postulación como candidato a senador independiente dentro del pacto Unidad Constituyente, con miras a las elecciones parlamentarias de 2021. El 4 de agosto ambas tiendas políticas descartaron apoyarle en su candidatura.